# Bogata (okręg Suczawa)
Bogata – wieś w Rumunii, w okręgu Suczawa, w gminie Baia. W 2011 roku liczyła 1208 mieszkańców.